# Довгі некодуючі РНК
До́вгі некоду́ючі РНК, днРНК (англ. long non-coding RNA, lncRNA) представляють собою різнорідну групу молекул некодуючих РНК (нкРКН), які більші за 200 нуклеотидів у довжину та які виконують різні функції чи такі, функції яких ще не з'ясовані. Іншу групу нкРНК формують малі некодуючі РНК, довжина яких менша за 200 нуклеотидів (піРНК, міРНК, мікроРНК тощо).
Довгі некодуючі РНК зазвичай піддаються процесингу у вигляді поліаденілування їх 3'-послідовностей. Проте, незважаючи на цю схожість з мРНК, в днРНК відсутні відкриті рамки зчитування — з них не синтезується білок.
Довгі некодуючі РНК присутні в геномі усіх царств організмів і цікавим є те, що еволюційна складність організмів більше корелює з розміром та різноманітністю у геномі днРНК ніж мРНК.

## Історія вивчення довгих некодуючих РНК
Першу довгу некодуючу РНК відкрили у 1988 році, це була H19 — РНК що експресувалася під час мишачого ембріогенезу у печінці. H19 РНК не мала чіткої однієї відкритої рамки зчитування, яка б залишалася еволюційно консервативною, проте, вона як і мРНК, зазнавала процесингу.

## Експресія довгих некодуючих РНК
Можливість чітко встановити кількість днРНК (їх експресію) у тканинах стала можливою з появою технології секвенування РНК (англ. RNA-seq). Цікавим результатом вивчення присутності днРНК в різних тканинах стало те, що вони можуть мати більш специфічні профілі експресії до певних видів тканин, ніж деякі мРНК, що кодують білки.
Також днРНК змінюють рівні своєї експресії упродовж різних стадій диференціювання клітин організму.

## Роль довгих некодуючих РНК
Оскільки днРНК можуть формувати досить складну тривимірну структуру завдяки великій довжині, вони можуть взаємодіяти з білками, іншими РНК та ДНК. Так, днРНК можуть допомагати у взаємодії декількох білків, які б не змогли взаємодіяти один з одним. Довгі некодуючі РНК можуть впливати на структуру хроматину через взаємодію з комплексами ремоделювання хроматину, відігравати роль у встановленні геномного імпринтингу та впливати на роботу ферментів.
Проте велика кількість транскриптів, що мають довжину більше 200 нуклеотидів, існує короткий час у ядрі і швидко деградується. При цьому немає свідчень про їхні можливі функції і висока ймовірність того, що це транскрипційний шум.